# ريان سوتر
ريان سوتر (بالإنجليزية: Ryan Sutter)‏ هو لاعب كرة قدم أمريكية وعارض أمريكي، ولد في 14 سبتمبر 1974 في فورت كولنز في الولايات المتحدة.

## وصلات خارجية
- ريان سوتر على موقع IMDb (الإنجليزية)
- ريان سوتر على موقع قاعدة بيانات الفيلم (الإنجليزية)